# Аскія Мохаммад I
Аскія Мохаммад I (Аскія Великий) (1443—1538), ім'я при народженні — Мухаммед Туре або Мохаммад Туре або аль-Хадж Мухаммед ібн Абу-Бекр — правитель, військовий та політичний діяч Сонгайської Імперії в 15-му столітті. За часів правління Мохаммада Аскії Сонгай стала найбільшою імперією Західної Африки в її історії. На піці його правління було проведено адміністративні, аграрні та військові реформи, а також зафіксовано законодавство. Інститутотворчим ядром у Сонгаї стала офіційна релігія Іслам.

## Становище Сонгаї до правління Аскії Мохаммада

### Передумови виникнення імперії: Сонгаї під владою Малі

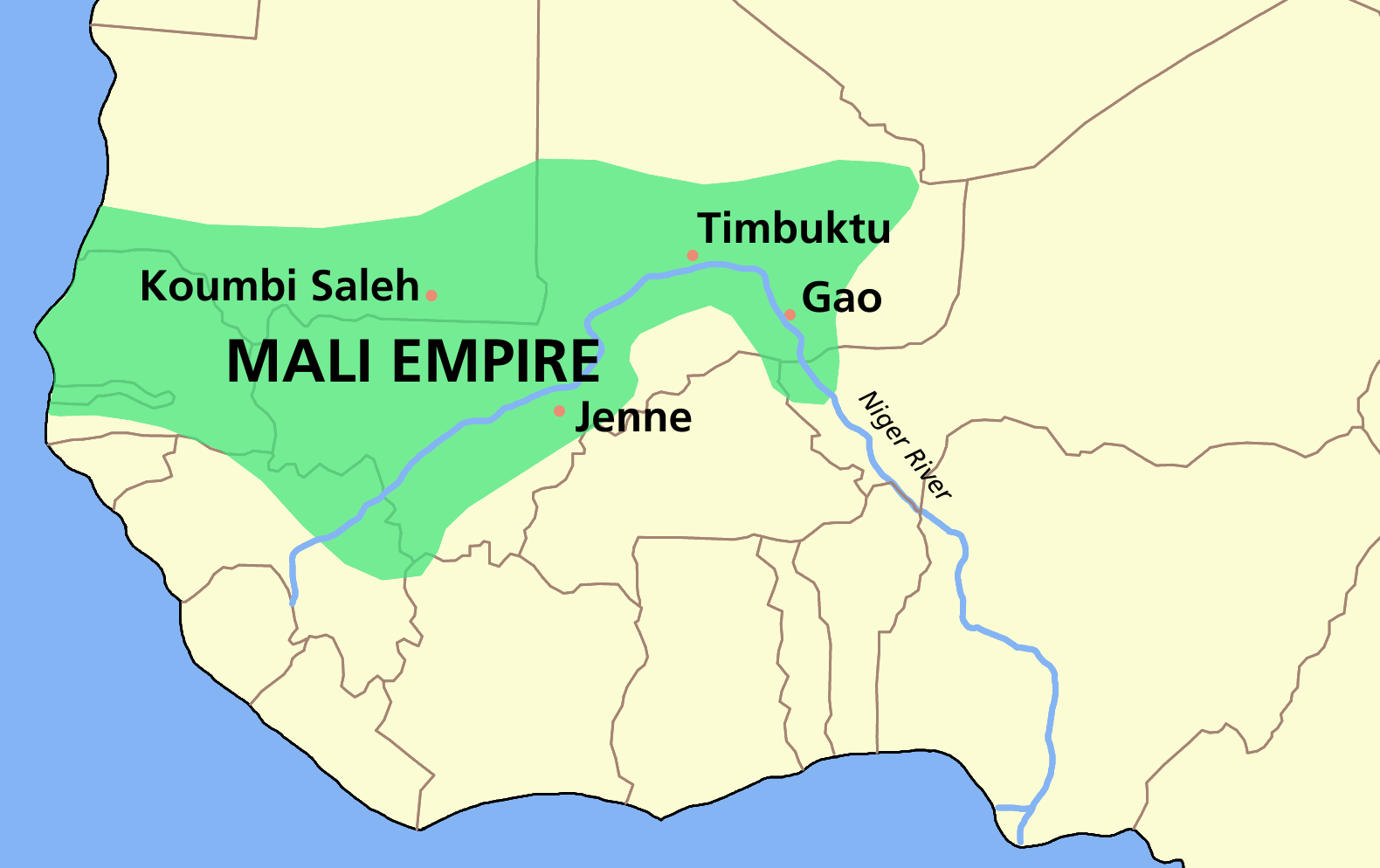
Імперія Малі

Основою для майбутньої сонгайської імперії послужило невелике царство Ґао, що за легендарними свідченнями існувало з IX ст. Реально ж історію Ґао можна прослідкувати лише з XI ст, коли клани племені сонгай взяли під контроль частину транссахарських торгових шляхів уздовж ріки Нігер і заснували власну торгову державу. Тоді ж місцевий правитель Коссой прийняв іслам, що й почало його розповсюдження в Західному Судані (не плутати з сучасною республікою Судан).
З XIII-XIV століття імперія Малі підкорила Сонгаї. Вперше він потрапив під політичний вплив Малі в правління манси Уле приблизно в 1270 р..Вплив цей виявлявся в першу чергу в зборі данини, експлуатації мідних родовищ в Таккеді, а також в наданні оборонних послуг Малі зі східного боку, тому, очевидно, Сонгаї користувалась привілейованим положенням васала імперії Малі..

### Утворення імперії Сонгаї: Перша сонгайська династія

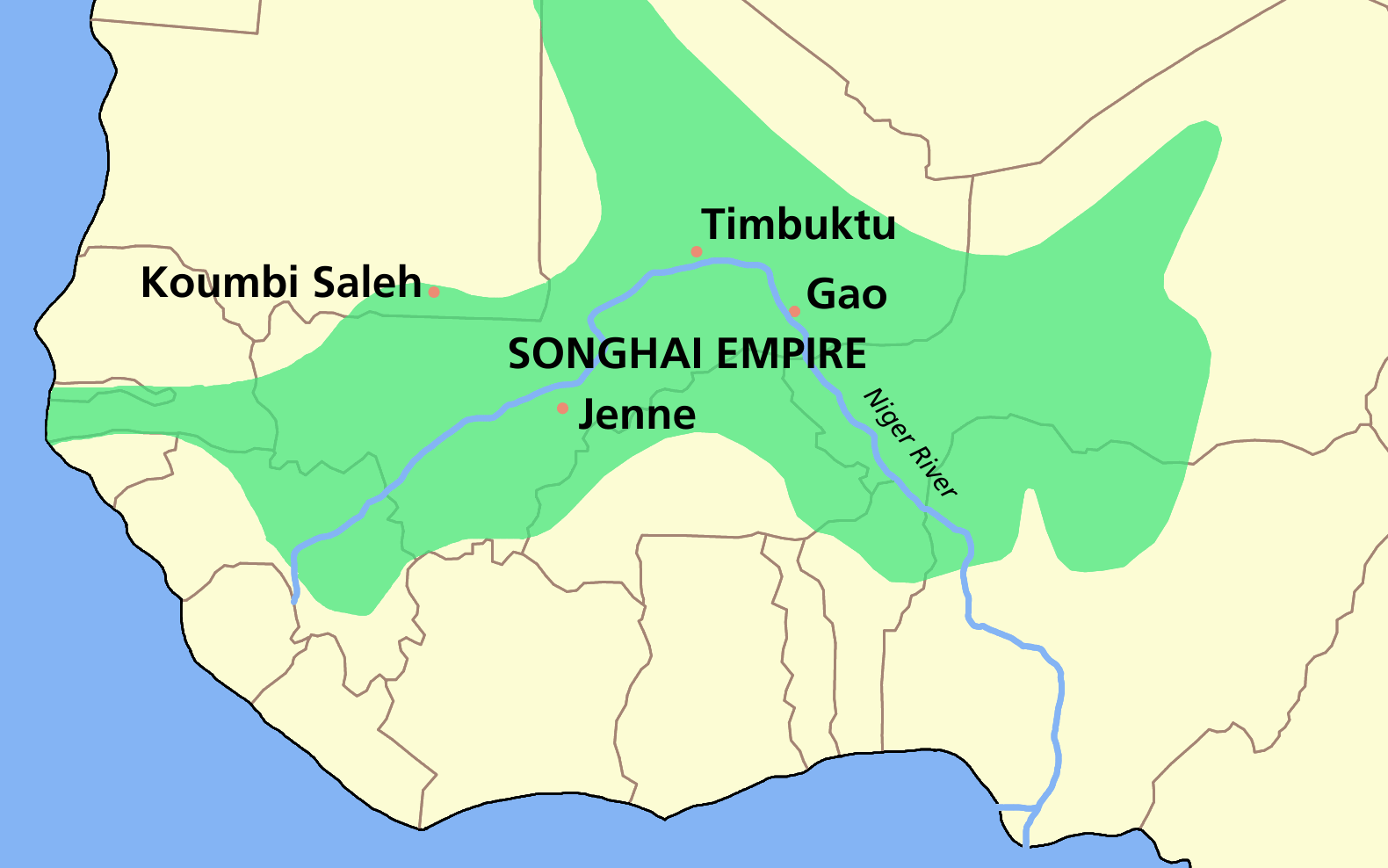
приблизні території Імперії Сонгаї на 1500 р.

Втрата залежності пов'язана з посиленням поневоленої країни, що зрештою призвело до військових походів на Малі Мухаммедом Дао (1400 р.) та засновником першої династії Сонгаї (ши) Сулейманом Дама (Денді).
Творцем імперії Сонгай став наступник Сулеймана Дама — Сонні (ши) Алі Бер (1464—1492 рр.).Він захопив головні міста регіону — Тімбукту і Дженне, таким чином витіснивши Малі з політичної гегемонії.

## Ранні роки та прихід до влади
Навколо місця та дати народження Аскія Мохаммада виникають численні дискусії: Довгий час вважалось, що він походить з Сенегалу чи із Західного Малі, народу сонінке.. Однак, аналіз арабських літописів Тімбукту показав, що його реальне ім'я Мухаммад Туре імовірно походить з Фута-Торо. Б. Хама вважає, що він взагалі був племінником правителя Сонні (ши) Алі(1465—1492)..
Після смерті першого імператора Сонгая Сонні (ши) Алі Бер в 1492 р. його наступник, син Абубакар, або Сонні (ши) Бару, не зміг владнати нагальний конфлікт між скотарями-язичниками та мусульманами-купцями і тому не втримав владу. У наступному 1493 році вона опинилась у руках військового командира армії його батька Сонні Алі Бера. Цим командиром і виявився Мохаммед Туре. За часів першої сонгайської династії, посада «аскія» означала саме титул головнокомандуючого армії, а вже за часів другої династії, тобто з початком правління Мохаммеда Туре (1493 р.) воно набуло сенсу володарювання і надалі кожен правитель другої сонгайської династії іменуватиметься титулом «аскія». У історіографії за третім правителем Сонгаї титул аскії закріпиться в якості власного імені — Аскія Мохаммед.

## Правління та досягнення

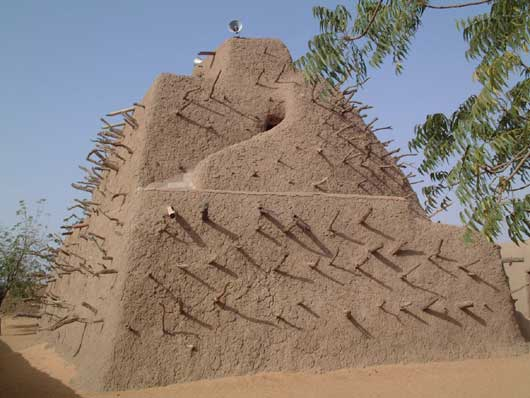
Могила Аскіа

За часів правління Аскії Мохаммада (1493—1528), імперія досягла піку свого розвитку: на заході їй підкорилися минулі землі Імперії Малі, а на сході — туарезький султанат Агадес (1500 рік).
Політика Аскії призвела до швидкого розвитку та розширення торгівлі з Європою та Азією, були створені школи та відбулась політична реорганізація на базі нових ісламських інститутів. Сам Аскія Мухаммад здійснив паломництво до Мекки в 1495 році — хадж. Його адміністративна, аграрна та податкова реформи вивели імперію на новий рівень. Були запровадженні нові адміністративні та судові посади: курміна-фарі, гіссірідонке, кадій. Однак, під кінець життя, він був усунутий з влади сином Аскією Мусою. Помер через 10 років, у 1538 році, і був похований в Ґао.

## Цікаві факти
Аскія Мохаммед І представляє цивілізацію Сонгаї у відеогрі Sid Meier's Civilization V.